# Danh sách cầu thủ nước ngoài tại K League 1
Đây là danh sách cầu thủ nước ngoài thi đấu tại K League Classic.
- Cầu thủ in đậm hiện đang thi đấu tại K League Classic.
- Câu lạc bộ in nghiêng có nghĩa là thời gian thi đấu tại K League Challenge của K League
- Công dân của hai nước, quốc tịch được liệt kê theo đăng ký chính thức tại K League Classic.

## Châu Phi–CAF

### Ai Cập
- Mohamed Azima (1996 Ulsan Hyundai Horangi)

### Bờ Biển Ngà
- Jean-Marc Benie Bolou (2000 Seongnam Ilhwa Chunma)
- Loukou Auguste (2000 Seongnam Ilhwa Chunma)

### Cameroon
- Gustave Bollanga Priso (1996 Jeonbuk Hyundai Dinos)
- Bertin Tomou (1997 Pohang Steelers)
- Gilbert Massock (1997 Anyang LG Cheetahs)
- Michel Pensée (1997–1999 Cheonan Ilhwa Chunma)
- Claude Parfait Ngon A Djam (1999 Cheonan Ilhwa Chunma)
- Nicolas Alain Noudjeu Mbianda (2000 Jeonbuk Hyundai Motors)
- Same Nkwelle Corentin (2002 Daejeon Citizen)
- Felix Nzeina (2005 Busan IPark)
- Emile Mbamba (2009 Daegu FC)

### CHDC Congo
- Emeka Mamale (1996–97 Pohang Steelers)
- Jean-Kasongo Banza (1997 Jeonnam Dragons, 1997 Cheonan Ilhwa Chunma)
- Zazi Chaminga Adrien (1997 Cheonan Ilhwa Chunma)
- Mutamba Kabongo (1997–2000 Anyang LG Cheetahs)
- N'Dayi Kalenga (1999 Cheonan Ilhwa Chunma)

### Ghana
- George Alhassan (1984 Hyundai Horangi)
- Stanley Aborah (1997–1998 Cheonan Ilhwa Chunma)
- Michael Osei (2003 Busan IPark)
- Patrick Villars (2003 Bucheon SK)
- Alex Asamoah (2010 Gyeongnam FC)

### Guinea
- Abdoul Salam Sow (1996 Jeonnam Dragons)

### Mali
- Cheick Tidiani Dao (2002 Bucheon SK)
- Cheick Oumar Dabo (2002–2004 Bucheon SK)

### Mauritius
- Geovanni Jeannot (1996–1997 Ulsan Hyundai Horangi)

### Nigeria
- Alex Agbo (1997 Cheonan Ilhwa Chunma)
- Ajibade Babalade (1997 Anyang LG Cheetahs)
- Victor Shaaka (1997–1999 Anyang LG Cheetahs, 1999–2000 Ulsan Hyundai Horangi, 2001–2002 Busan I'Cons)
- John Zaki (2000 Jeonbuk Hyundai Motors)
- Lucky Isibor (2000 Suwon Samsung Bluewings)
- Obinna John Nkedoi (2002 Daejeon Citizen)
- Augustine James (2003 Bucheon SK)

### Senegal
- Papa Oumar Coly (2001–2003 Daejeon Citizen)

### Sierra Leone
- Mahmadu Alphajor Bah (1997–1998 Jeonnam Dragons)

## Châu Á–AFC

### Australia
- Greg Brown (1991 POSCO Atoms)
- Ahmad Elrich (2004 Busan I'Cons)
- Antun Kovacic (2009 Ulsan Hyundai)
- Jade North (2009 Incheon United)
- Saša Ognenovski (2009–2012 Seongnam Ilhwa Chunma)
- Iain Fyfe (2011 Busan IPark)
- Robert Cornthwaite (2011–2014 Jeonnam Dragons)
- Luke DeVere (2011–2014 Gyeongnam FC)
- Matt McKay (2012 Busan IPark)
- Eddy Bosnar (2012–2013 Suwon Samsung Bluewings)
- Nathan Burns (2012–2013 Incheon United)
- Matt Simon (2012–2013 Jeonnam Dragons)
- Brendan Hamill (2012–2014 Seongnam Ilhwa Chunma / Seongnam FC, 2013 Gangwon FC)
- Adrian Madaschi 2012–2013 Jeju United)
- Alex Wilkinson (2012–nay Jeonbuk Hyundai Motors)
- Aleksandar Jovanović (2013 Suwon FC, 2014–nay Jeju United)

### Ả Rập Saudi
- Naji Majrashi (2011 Ulsan Hyundai)

### CHDCND Triều Tiên
- Ryang Kyu-sa (2001 Ulsan Hyundai Horangi)
- Kim Myong-hwi (2002 Seongnam Ilhwa Chunma)
- An Yong-hak (2006–2007 Busan IPark, 2008–2009 Suwon Samsung Bluewings)
- Jong Tae-se (2013–2015 Suwon Samsung Bluewings)

### Iraq
- Abbas Obeid Jassim (1996–1997 Anyang LG Cheetahs, 1997–2001 Pohang Steelers)
- Sadiq Saadoun Ridha (1996 Anyang LG Cheetahs)

### Nhật Bản
- Kojiro Kaimoto (2001–2002 Seongnam Ilhwa Chunma)
- Masakiyo Maezono (2003 Anyang LG Cheetahs, 2004 Incheon United)
- Kazuyuki Toda (2009 Gyeongnam FC)
- Masahiro Ohashi (2009, 2011 Gangwon FC)
- Kazunari Okayama (2009–2010 Pohang Steelers)
- Naohiro Takahara (2010 Suwon Samsung Bluewings)
- Yuta Baba (2011–2013 Daejeon Citizen)
- Akihiro Ienaga (2012 Ulsan Hyundai)
- Yusuke Shimada (2012 Gangwon FC)
- Sergio Escudero (2012–2015 FC Seoul, Hai quốc tịch Tây Ban Nha và Nhật Bản)
- Chikashi Masuda (2013–2014, 2015–nay Ulsan Hyundai)
- Yojiro Takahagi (2015–nay FC Seoul)
- Tomoki Wada (2015 Incheon United)

### Philippines
- Álvaro Silva (2015–nay Daejeon Citizen, Hai quốc tịch Tây Ban Nha và Philippines))

### Tajikistan
- Valeri Sarychev (1992–1998 Ilhwa Chunma / Cheonan Ilhwa Chunma, 2000–2004 Anyang LG Cheetahs / FC Seoul)

### Thái Lan
- Piyapong Pue-on (1984–1986 Lucky-Goldstar Hwangso)

### Trung Quốc
- Wan Houliang (2009 Jeonbuk Hyundai Motors)
- Feng Xiaoting (2009 Daegu FC, 2010 Jeonbuk Hyundai Motors)
- Li Weifeng (2009–2010 Suwon Samsung Bluewings)
- Li Chunyu (2010 Gangwon FC)
- Yan Song (2010 Jeju United)
- Bai Zijian (2011 Daejeon Citizen)
- Huang Bowen (2011–2012 Jeonbuk Hyundai Motors)

### Uzbekistan
- Server Djeparov (2010–2011 FC Seoul, 2013–2014 Seongnam Ilhwa Chunma / Seongnam FC, 2015 Ulsan Hyundai)
- Alexander Geynrikh (2011 Suwon Samsung Bluewings)
- Timur Kapadze (2011 Incheon United)

### Việt Nam
- Lương Xuân Trường (2015-2016 Incheon United,2016-2018 Gangwon FC)
- Nguyễn Công Phượng (2019 Incheon United FC)

## Châu Âu–UEFA

### Anh
- Dalian Atkinson (2001 Daejeon Citizen, 2001 Jeonbuk Hyundai Motors)
- Jamie Cureton (2003 Busan I'Cons)
- Andy Cooke (2003–2004 Busan I'Cons)
- Chris Marsden (2004 Busan I'Cons)
- Richard Offiong (2005 Jeonnam Dragons)
- Derek Asamoah (2011–2012 Pohang Steelers, 2013 Daegu FC, Hai quốc tịch Ghana và Anh Quốc)

### Albania
- Adnan Oçelli (1996 Suwon Samsung Bluewings)
- Sokol Cikalleshi (2012 Incheon United)

### Armenia
- Karapet Mikaelyan (1997 Bucheon SK)

### Ba Lan
- Leszek Iwanicki (1989 Yukong Elephants)
- Tadeusz Świątek (1989–1991 Yukong Elephants)
- Witold Bendkowski (1990–1992 Yukong Elephants)
- Krzysztof Kasztelan (1992 Yukong Elephants)

### Belarus
- Valery Vyalichka (1996 Cheonan Ilhwa Chunma)

### Bỉ
- Kevin Oris (2012 Daejeon Citizen, 2013 Jeonbuk Hyundai Motors, 2015–nay Incheon United)
- Karel De Smet (2013 Daejeon Citizen)

### Bosnia và Herzegovina
- Amir Teljigović (1994–1996 Daewoo Royals / Busan Daewoo Royals)
- Simo Krunić (1996 Pohang Atoms)
- Alen Avdić (2001–2002, 2003 Suwon Samsung Bluewings)
- Slaviša Mitrović (2002 Suwon Samsung Bluewings)
- Nikola Vasiljević (2006–2007 Jeju United)
- Jusuf Dajić (2008 Jeonbuk Hyundai Motors)
- Samir Bekrić (2010 Incheon United)
- Muhamed Džakmić (2011–2012 Gangwon FC)
- Jovica Stokić (2014 Jeju United)

### Bồ Đào Nha
- Rui Esteves (1997–1998 Busan Daewoo Royals)
- Edmilson (2002–2005 Jeonbuk Hyundai Motors, Hai quốc tịch Brazil và Bồ Đào Nha)
- Simao Costa (2001 Daejeon Citizen)
- Pedro Filipe Franco (2005 FC Seoul)
- Ricardo Nascimento (2005–2007 FC Seoul)
- Ricardo Esteves (2010 FC Seoul)

### Bulgaria
- Filip Filipov-Ficho (1992–1993, 1998–1999 Yukong Elephants / Buchoen SK)
- Slavchev Toshev (1993 Yukong Elephants)
- Dimitar Vladev Ivanov (1998 Bucheon SK)
- Iliyan Mitsanski (2015–nay Suwon Samsung Bluewings)

### Cộng hòa Séc
- Petr Gottwald (1998 Jeonbuk Hyundai Dinos)
- Radek Divecký (2000 Jeonnam Dragons)
- František Koubek (2000–2001 Anyang LG Cheetahs)
- Petr Fousek (2001 Jeonnam Dragons)
- Tomáš Janda (2001 Anyang LG Cheetahs)
- Jan Kraus (2003 Daegu FC)
- Roman Gibala (2003 Daegu FC)

### Croatia
- Dževad Turković (1996, 1997–1999 Busan Daewoo Royals, 2000–2001 Busan I'Cons, 2001 Seongnam Ilhwa Chunma)
- Jasenko Sabitović (1998–2002 Pohang Steelers, 2003–2005 Seongnam Ilhwa Chunma, 2005–2007 Suwon Samsung Bluewings, 2008 Jeonnam Dragons)
- Branko Hucika (1999-2000 Ulsan Hyundai Horangi)
- Fabijan Komljenović (2000 Pohang Steelers)
- Saša Milaimović (2000–2001 Pohang Steelers)
- Darko Čordaš (2001 Pohang Steelers)
- Mario Ivanković (2001–2002 Suwon Samsung Bluewings)
- Joško Jeličić (2002 Pohang Steelers)
- Jasmin Mujdža (2002 Seongnam Ilhwa Chunma, Hai quốc tịch Bosnia và Croatia)
- Ivan Medvid (2002–2003 Pohang Steelers, Hai quốc tịch Bosnia và Croatia)
- Leonard Bisaku (2002 Pohang Steelers, 2003 Seongnam Ilhwa Chunma)
- Boris Raić (2003–2005 Bucheon SK)
- Josip Šimić (2004 Ulsan Hyundai Horangi)
- Jasmin Agić (2005–2006 Incheon United)
- Mato Neretljak (2005–2008, 2011 Suwon Samsung Bluewings)
- Frane Čačić (2007 Busan IPark)
- Antonio Franja (2007–2008 Jeonbuk Hyundai Motors)

- Stipe Lapić (2009–2011 Gangwon FC)
- Krunoslav Lovrek (2010–2011 Jeonbuk Hyundai Motors)
- Mateas Delić (2011–2012 Gangwon FC)
- Sandi Križman (2014 Jeonnam Dragons)
- Edin Junuzović (2014 Gyeongnam FC)
- Mislav Oršić (2015–nay Jeonnam Dragons)
- Matej Jonjić (2015–nay Incheon United)
- Ivan Kovačec (2015–nay Ulsan Hyundai)

### Đan Mạch
- Henrik Jørgensen (1996 Suwon Samsung Bluewings)

### Đức
- Dietmar Schacht (1985 POSCO Atoms)
- Frank Lieberam (1992 Hyundai Horangi)
- Paulo Rink (2004 Jeonbuk Hyundai Motors)

### Pháp
- Eric Obinna Chukwunyelu (2008 Daejeon Citizen, Hai quốc tịch Nigeria và Pháp)
- Kevin Hatchi (2009 FC Seoul)

### Phần Lan
- Jukka Koskinen (1999 Anyang LG Cheetahs)

### Hà Lan
- Rob Landsbergen (1984–1985 Hyundai Horangi)
- Sander Oostrom (1997–1998 Pohang Steelers)
- Kiki Musampa (2008 FC Seoul)
- Bas van den Brink (2011 Busan IPark)
- Dave Bulthuis (2019-nay Ulsan Hyundai FC)

### Hungary
- István Nyúl (1990 Lucky-Goldstar Hwangso)
- László Béhar (1990–1991 POSCO Atoms)
- Géza Mészöly (1990–1991 POSCO Atoms)
- Lajos Zentai (1991 LG Cheetahs)
- Zoltán Aczél (1991 Daewoo Royals)
- Attila Kámán (1994–1995 Yukong Elephants)
- József Somogyi (1994–1995, 1996–1997 Yukong Elephants / Bucheon SK)

### Latvia
- Ēriks Pelcis (1999–2000 Anyang LG Cheetahs)

### Lithuania
- Rolandas Karčemarskas (2000–2002 Bucheon SK)

### Macedonia
- Saša Ilić (1995 Daewoo Royals, 1996–1997 Busan Daewoo Royals)
- Žanko Savov (1995–1998 Jeonbuk Hyundai Dinos)
- Goran Petreski (2001–2004 Pohang Steelers)
- Blaže Ilijoski (2006 Incheon United, 2010 Gangwon FC)
- Stevica Ristić (2007–2008 Jeonbuk Hyundai Motors, 2008–2009 Pohang Steelers, 2011–2013 Suwon Samsung Bluewings)
- Slavčo Georgievski (2009 Ulsan Hyundai Horangi)
- Dragan Čadikovski (2009–2010 Incheon United)
- Dušan Savić (2010 Incheon United)

### Moldova
- Boris Tropaneț (1996 Bucheon SK)
- Alexandru Popovici (2001 Seongnam Ilhwa Chunma)
- Ion Testemițanu (2001, 2004 Seongnam Ilhwa Chunma)

### Montenegro
- Dženan Radončić (2004–2007, 2008 Incheon United, 2009–2011 Seongnam Ilhwa Chunma, 2012–2013 Suwon Samsung Bluewings)
- Dejan Damjanović (2007 Incheon United, 2008–2013 FC Seoul)
- Bogdan Milić (2012 Gwangju FC, 2013 Suwon FC)
- Ivan Vuković (2013–2014 Seongnam Ilhwa Chunma / Seongnam FC)
- Stefan Nikolić (2014 Incheon United)
- Filip Kasalica (2014–2015 Ulsan Hyundai)
- Stefan Mugoša (2018-nay)

### Na Uy
- Jon Olav Hjelde (2003 Busan I'Cons)

### Nga
- Sergey Agashkov (1992 POSCO Atoms)
- Mikhail Nikolayevich Solovyov (1992 Ilhwa Chunma)
- Almir Kayumov (1993 Daewoo Royals)
- Yevgeny Zhirov (1994 LG Cheetahs)
- Alexey Sudarikov (1994 LG Cheetahs)
- Aleksandr Podshivalov (1994–1997 Yukong Elephants / Bucheon SK)
- Kirill Varaksin (1995 Yukong Elephants)
- Yuri Shishkin (1995 Jeonnam Dragons)
- Gennadi Styopushkin (1995–1996 Ilhwa Chunma / Cheonan Ilhwa Chunma, 1997 Anyang LG Cheetahs)
- Aleksei Prudnikov (1995–1998 Jeonbuk Hyundai Dinos)
- Aleksey Shchigolev (1996 Bucheon Yukong)
- Sergey Burdin (1996–1997 Bucheon SK, 1999–2000 Seongnam Ilhwa Chunma)
- Dmitri Karsakov (1996 Bucheon Yukong, Hai quốc tịch Belarus và Nga)
- Valeri Shmarov (1996 Jeonnam Dragons)
- Yevgeni Kuznetsov (1996 Jeonnam Dragons)
- Yuri Matveyev (1996–1997 Suwon Samsung Bluewings)
- Boris Vostrosablin (1997–1998 Bucheon SK)
- Denis Laktionov (1996–2002 Suwon Samsung Bluewings, 2003–2005 Seongnam Ilhwa Chunma, 2005 Busan IPark, 2006–2007 Suwon Samsung Bluewings, 2012–2013 Gangwon FC)
- Oleg Eremin (1997 Pohang Steelers)
- Oleg Elyshev (1997–1999 Anyang LG Cheetahs)
- Andrei Solomatin (2004 Seongnam Ilhwa Chunma)

### Romania
- Marcel Lăzăreanu (1990–1991 Ilhwa Chunma)
- Pavel Badea (1996–1998 Suwon Samsung Bluewings)
- Constantin Barbu (1997 Suwon Samsung Bluewings)
- Cosmin Olăroiu (1997–2000 Suwon Samsung Bluewings)
- Mihai Drăguş (1998 Suwon Samsung Bluewings)
- Cristian Dulca (1999 Pohang Steelers)
- Iulian Arhire (1999 Pohang Steelers)
- Ion Ionuț Luțu (2000–2002 Suwon Samsung Bluewings)
- Gabriel Popescu (2002–2004 Suwon Samsung Bluewings)
- Adrian Mihalcea (2005 Jeonnam Dragons)
- Marian Aliuță (2005 Jeonnam Dragons)
- Adrian Neaga (2005–2006 Jeonnam Dragons, 2006–2007 Seongnam Ilhwa Chunma)
- Ianis Zicu (2012 Pohang Steelers, 2012–2013 Gangwon FC)

### Serbia
- Nebojša Vučićević (1991–1993 Daewoo Royals)
- Rade Bogdanović (1992–1996 Pohang Atoms)
- Zoran Kuntić (1993 POSCO Atoms)
- Zoran Vukčević (1993 Hyundai Horangi)
- Goran Jevtić (1993–1995 Hyundai Horangi)
- Aleksandar Jozević (1993 Daewoo Royals)
- Đorđe Vasić (1994 Ilhwa Chunma)
- Nebojša Maksimović (1994 Ilhwa Chunma)
- Boro Janičić (1994–1995 LG Cheetahs)
- Željko Simović (1994 Daewoo Royals)
- Željko Vyjeta (1994 LG Cheetahs)
- Jovan Šarčević (1994–1995 LG Cheetahs)
- Minić ? (1995 Jeonnam Dragons)
- Dragan Škrba (1995–1997 Pohang Steelers)
- Saša Drakulić (1995–1998 Busan Daewoo Royals, 1998–2000 Suwon Samsung Bluewings, 2001–2003 Seongnam Ilhwa Chunma)
- Ljubiša Ranković (1995-1996 Ilhwa Chunma / Cheonan Ilhwa Chunma)
- Nenad Nonković (1995-1996 Ilhwa Chunma / Cheonan Ilhwa Chunma)
- Branko ? (1996 Ulsan Hyundai Horangi)
- Dražen Podunavac (1996 Busan Daewoo Royals)
- Zoran Đurišić (1996 Ulsan Hyundai Horangi)
- Saša Petrović (1996–1997 Jeonnam Dragons)
- Radivoje Manić (1996–1997 Busan Daewoo Royals, 1999–2002 Busan Dawoo Royals / Busan I'Cons, 2004–2005 Incheon United)
- Radmilo Mihajlović (1997 Pohang Steelers)
- Aleksandar Vlahović (1997 Busan Daewoo Royals)
- Rahim Beširović (1998–1999 Busan Daewoo Royals)
- Zoran Novaković (1998–1999 Busan Daewoo Royals)
- Branko Radovanović (1999 Busan Daewoo Royals)
- Mirko Jovanović (1999–2000 Jeonbuk Hyundai Motors)
- Zoran Milošević (1999–2001 Jeonbuk Hyundai Motors)
- Zoran Urumov (1999–2003 Busan I'Cons, 2003–2004 Suwon Samsung Bluewings)
- Nemanja Dancetović (2000 Ulsan Hyundai Horangi)
- Zoltan Sabo (2000–2002 Suwon Samsung Bluewings)
- Dragan Stojisavljević (2000–2001, 2003-2004 Anyang LG Cheetahs / FC Seoul, 2004 Incheon United)
- Miodrag Vasiljević (2001 Seongnam Ilhwa Chunma)
- Dušan Šimić (2003 Busan I'Cons)
- Đorđe Tomić (2004 Incheon United)
- Miodrag Anđelković (2004 Incheon United)
- Dragan Mladenović (2006–2009 Incheon United)
- Ivan Perić (2007 Jeju United)
- Željko Kalajdžić (2007 Incheon United)
- Aleksandar Petrović (2008–2009 Jeonbuk Hyundai Motors, 2009 Jeonnam Dragons)
- Borko Veselinović (2008–2009 Incheon United)
- Lazar Popović (2009 Daegu FC)
- Stevan Račić (2009 Daejeon Citizen)
- Ognjen Koroman (2009–2010 Incheon United)
- Vladimir Jovančić (2012 Seongnam Ilhwa Chunma)
- Zoran Rendulić (2012 Pohang Steelers)
- Miloš Bosančić (2013–2014 Gyeongnam FC)
- Sreten Sretenović (2013–2014 Gyeongnam FC)
- Milan Bubalo (2013 Gyeongnam FC)
- Nikola Komazec (2014 Busan IPark)
- Miloš Stojanović (2014 Gyeongnam FC, 2015–nay Gyeongnam FC-R)

### Slovenia
- Sebastjan Cimirotič (2005 Incheon United)

### Tây Ban Nha
- Tyson (2007 Daejeon Citizen, Argentina và Tây Ban Nha)
- Osmar Barba (2014–nay FC Seoul)

### Thổ Nhĩ Kỳ
- Seyit Cem Unsal (1997–1998 Anyang LG Cheetahs)
- Mustafa Gonden (2002–2003 Bucheon SK)
- Rahim Zafer (2003 Daegu FC)
- Alpay Özalan (2004 Incheon United)
- Ceyhun Eriş (2008 FC Seoul)

### Ukraina
- Andriy Sydelnykov (1995–1996 Jeonnam Dragons)
- Vitaliy Parakhnevych (1995–1998 Jeonbuk Hyundai Dinos, 1998–2000 Suwon Samsung Bluewings, 2001 Anyang LG Cheetahs, 2002 Bucheon SK, Hai quốc tịch Tajikistan và Ukraina)
- Volodymyr Savchenko (1996 Anyang LG Cheetahs)
- Serhiy Skachenko (1996–1997 Anyang LG Cheetahs, 1997 Jeonnam Dragons)
- Serhiy Konovalov (1996–1998 Pohang Steelers)
- Artem Yashkin (2004 Bucheon SK)

### Ý
- Diego Giaretta (2011 Incheon United, Hai quốc tịch Brazil và Ý)
- André Moritz (2015 Pohang Steelers, Hai quốc tịch Brazil và Ý)

## Bắc Mỹ,Trung Mỹ&Caribe–CONCACAF

### Costa Rica
- Jeaustin Campos (1995–1996 LG Cheetahs / Anyang LG Cheetahs)

### Hoa Kỳ
- Jeff Yoo (2000 Ulsan Hyundai Horangi, 2001 Bucheon SK)

## Nam Mỹ–CONMEBOL

### Argentina
- Hugo ? (1993 Daewoo Royals)
- Rubén Bernuncio (1993–1994 Daewoo Royals)
- Walter Perazzo (1994 Daewoo Royals)
- Ruben Rossi (1994 Daewoo Royals)
- Leonardo Torres (2001 Jeonbuk Hyundai Motors)
- Javier Musa (2004–2005 Suwon Samsung Bluewings, 2005 Ulsan Hyundai Horangi)
- Lucio Filomeno (2005 Busan IPark)
- Lucas Basualdo (2010 Daegu FC)
- Victor Isaac (2010 Daegu FC)

### Bolivia
- Juan Arce (2008 Seongnam Ilhwa Chunma)

### Brazil
- Jose Roberto Alves (1983 POSCO Dolphins)
- Sergio Luis Cogo (1983 POSCO Dolphins)
- Julio César Guterres (1984 POSCO Dolphins)
- Luis ? (1984 POSCO Dolphins)
- Wilsinho (1984 POSCO Dolphins)
- Zézé Gomes (1984 POSCO Dolphins)
- Flávio ? (1985 POSCO Atoms)
- Paulo Roberto Rocha (1985–1986 POSCO Atoms)
- Perivaldo Dantas (1987 Yukong Elephants)
- Ronaldo (1994 Hyundai Horangi)
- Pires (1994 Hyundai Horangi)
- Ricardo ? (1994 POSCO Atoms)
- Silvan Lopes (1994–1995 Pohang Atoms)
- Maurício (1994–1995 Ulsan Hyundai Horangi)
- Sebero ? (1995 Hyundai Horangi)
- Alaor Palacio Júnior (1996 Suwon Samsung Bluewings)
- Cleomir (1997 Jeonnam Dragons)
- Rubenilson Monteiro Ferreira (1997–1998 Cheonan Ilhwa Chunma)
- Maciel Luiz Franco (1997–2003 Jeonnam Dragons)
- José Adao Fonseca (1998 Jeonnam Dragons)
- Marcelo Sander (1998 Bucheon SK)
- Carbone (1999 Jeonnam Dragons)
- Rémerson dos Santos (1999–2000 Ulsan Hyundai Horangi)
- César (1999–2002 Jeonnam Dragons)
- Rogerio Prateat (1999–2002 Jeonbuk Hyundai Motors, 2003 Daegu FC)
- Dimas (2000 Jeonnam Dragons)
- Josimar (2000 Pohang Steelers)
- Joílson (2000 Seongnam Ilhwa Chunma)
- Silva (2000 Seongnam Ilhwa Chunma)
- Andre (2000–2002 Anyang LG Cheetahs)
- Ricardo Campos (2000–2004 Anyang LG Cheetahs / FC Seoul, 2005–2006 Seongnam Ilhwa Chunma, 2006 Busan IPark)
- Sandro Cardoso (2000–2002, 2005–2006 Suwon Samsung Bluewings, 2006–2007 Jeonnam Dragons)
- Boiadeiro (2001 Pohang Steelers)
- Ricardo Silva ? (2001–? Pohang Steelers)
- Claudio Celio Cunha Defensor (2001 Ulsan Hyundai Horangi)
- Rincon (2001 Jeonbuk Hyundai Motors)
- Sérgio (2001 Anyang LG Cheetahs)
- Renato ? (2001 Busan I'Cons)
- Arinélson Freire Nunes (2001 Jeonbuk Hyundai Motors, 2002 Ulsan Hyundai Horangi)
- Marcos (2001–2002 Ulsan Hyundai Horangi)
- Marcos Paulo Paulini (2001–2002 Ulsan Hyundai Horangi)
- Iván (2001–2002 Jeonnam Dragons)
- Cléber (2001–2003 Ulsan Hyundai Horangi)
- Tico (2001–2003 Jeonnam Dragons)
- Julinho Vieira (2001–2002 Jeonbuk Hyundai Motors, 2003–2004 Jeonnam Dragons)
- Irineu Ricardo (2001–2004 Seongnam Ilhwa Chunma, 2004–2007 Bucheon SK / Jeju United FC
- Didi (2002 Busan I'Cons)
- Jorginho (2002 Pohang Steelers)
- Kuki (2002 Jeonbuk Hyundai Motors)
- Léomar Leiria (2002 Jeonbuk Hyundai Motors)
- Marco (2002 Anyang LG Cheetahs)
- Alcir (2002 Seongnam Ilhwa Chunma)
- Paulo César (2002 Seongnam Ilhwa Chunma)
- Silva (2002 Jeonnam Dragons)
- Tuta (2002 Anyang LG Cheetahs, 2003 Suwon Samsung Bluewings)
- Edmilson Alves (2002–2003 Ulsan Hyundai Horangi)
- Alison Barros Moraes (2002–2003 Ulsan Hyundai Horangi, 2003–2005 Daejeon Citizen)
- Raphael Botti (2002–2006 Jeonbuk Hyundai Motors)
- Agnaldo Cordeiro Pereira (2003 Anyang LG Cheetahs)
- Alex Oliveira (2003 Daejeon Citizen)
- Balão (2003 Ulsan Hyundai Horangi)
- Carlos (2003 Jeonbuk Hyundai Motors)
- Cassiano (2003 Pohang Steelers)
- Grafite (2003 Anyang LG Cheetahs)
- José (2003 Pohang Steelers)
- Lúcio (2003 Ulsan Hyundai Horangi)
- Luís Mário (2003 Anyang LG Cheetahs)
- Magno Alves (2003 Jeonbuk Hyundai Motors)
- Michel Neves Dias (2003 Jeonnam Dragons)
- Rodrigo Fernandes Valete (2003 Jeonbuk Hyundai Motors)
- Victor (2003 Anyang LG Cheetahs)
- Dodô (2003–2004 Ulsan Hyundai Horangi)
- Rodrigo (2003–2004 Daejeon Citizen)
- Indio (2003 Pohang Steelers, 2003–2005 Daegu FC)
- Itamar (2003–2004 Jeonnam Dragons, 2005 Pohang Steelers, 2005–2006 Suwon Samsung Bluewings, 2006–2007 Seongnam Ilhwa Chunma)
- Nadson (2003–2005, 2007 Suwon Samsung Bluewings)
- Santos (2003–2005 Pohang Steelers, 2006–2008 Gyeongnam FC)
- Eninho (2003 Suwon Samsung Bluewings, 2007–2008 Daegu FC, 2009–2013 Jeonbuk Hyundai Motors)
- Adhemar (2004 Seongnam Ilhwa Chunma)
- Adriano Magrão (2004 Busan I'Cons)
- Allan Rodrigo Aal (2004 Daejeon Citizen)
- Caio (2004 Jeonnam Dragons)
- Cristiano Ávalos (2004 Suwon Samsung Bluewings)
- Daniel Mendes (2004 Ulsan Hyundai Horangi)
- Danilo (2004 Daegu FC)
- Edu Sales (2004 Jeonbuk Hyundai Motors)
- Flamarion (2004 Daejeon Citizen)
- Celso Sas Neves (2004 Busan I'Cons)
- Gaúcho (2004 Busan I'Cons)
- José Fernando Fumagalli (2004 FC Seoul)
- Marcel (2004, 2011 Suwon Samsung Bluewings)
- Marcelo (2004 Seongnam Ilhwa Chunma)
- Marcelo Souza (2004 FC Seoul)
- Renaldo (2004 FC Seoul)
- Rinaldo Santana (2004 FC Seoul)
- Roma (2004 Jeonbuk Hyundai Motors)
- Mário Sérgio (2004 Ulsan Hyundai Horangi)
- Tiago Cipreste Pereira (2004 Daejeon Citizen)
- Valentim (2004 FC Seoul)
- Zé Carlos (2004 Pohang Steelers)
- Henrique (2004–2005 Daejeon Citizen)
- Jefferson Feijão (2004 Daegu FC, 2005 Seongnam Ilhwa Chunma)
- Luís André Gomes (2004 Jeonbuk Hyundai Motors, 2005 Pohang Steelers)
- Nonato (2004 Daegu FC, 2005 FC Seoul)
- Petrony Santiago Barros (2004–2005 Daegu FC)
- William Souza (2004 Ulsan Hyundai Horangi, 2007 Busan IPark)
- André Luiz Tavares (2004–2007 Pohang Steelers)
- Luciano Valente (2004 Daejeon Citizen, 2005 Busan IPark, 2006 Gyeongnam FC, 2007 Busan IPark)
- Dudu (2004–2006 Seongnam Ilhwa Chunma, 2006–2007 FC Seoul, 2008 Seongnam Ilhwa Chunma)
- Zé Carlos (2004–2005 Ulsan Hyundai Horangi, 2006–2008 Jeonbuk Hyundai Motors)
- Mota (2004 Jeonnam Dragons, 2005–2009 Seongnam Ilhwa Chunma, 2010–2011 Pohang Steelers)
- Agos (2005 Bucheon SK)
- César (2005 Jeonbuk Hyundai Motors)
- Da Silva (2005 FC Seoul)
- Fábio Junior (2005 Jeonnam Dragons)
- Fábio Pereira (2005 Jeonnam Dragons)
- Fabrício (2005 Seongnam Ilhwa Chunma)
- Jorge Luiz Barbieri (2005 Ulsan Hyundai Horangi)
- Luciano Ratinho (2005 Daejeon Citizen)
- Marlon Augusto Brandão (2005 Daegu FC)
- Silva ? (2005 Daegu FC)
- Moreira (2005 Jeonbuk Hyundai Motors)
- Neto Baiano (2005 Jeonbuk Hyundai Motors)
- Reinaldo de Souza (2005 Ulsan Hyundai Horangi)
- Ricardo Villar (2005 Jeonnam Dragons)
- Sérgio Júnior (2005 Bucheon SK)
- Thiago Gentil (2005 Daegu FC)
- Wellington Gonçalves Amorim (2005 Pohang Steelers)
- Da Silva (2005 Pohang Steelers, 2005 Busan IPark, 2006 Jeju United)
- Marco Antônio (2005–2006 Jeonbuk Hyundai Motors)
- Leandrão (2005 Daejeon Citizen, 2006 Ulsan Hyundai Horangi, 2007 Jeonnam Dragons)
- Leandro Machado (2005–2007 Ulsan Hyundai Horangi)
- Popo (2005–2006 Busan IPark, 2007 Gyeongnam FC)
- Selmir (2005–2006 Incheon United, 2006 Jeonnam Dragons, 2007 Daegu FC, 2008 Daejeon Citizen)
- Sandro Hiroshi (2005 Daegu FC, 2006–2008 Jeonnam Dragons, 2009 Suwon Samsung Bluewings)
- Carlos Frontini (2006–2007 Pohang Steelers, Hai quốc tịch Argentina và Brazil)
- Gefferson Goulart (2006 Busan IPark)
- Dinei (2006 Daegu FC)
- Edu (2006 Daejeon Citizen)
- Eduardo Marques (2006 Daegu FC)
- Gabriel Lima (2006 Daegu FC)
- Jefferson Gama Rodrigues (2006 Daegu FC)
- Luciano Henrique (2006 Pohang Steelers)
- Marco (2006 Jeju United)
- Regis Pitbull (2006 Daejeon Citizen)
- Robson Souza (2006 Daejeon Citizen)
- Silva (2006 Suwon Samsung Bluewings)
- Somália (2006 Busan IPark)
- Vinícius (2006 Ulsan Hyundai Horangi)
- Denilson (2006–2007 Daejeon Citizen, 2008–2009 Pohang Steelers)
- Adriano Chuva (2006, 2007 Daejeon Citizen, 2008–2010 Jeonnam Dragons, 2011 Pohang Steelers, 2012 Gwangju FC)
- Adilson dos Santos (2006–2013 FC Seoul)
- Alex Oliveira (2007 Jeju United)
- Cabore (2007 Gyeongnam FC)
- Ciel (2007 Busan IPark)
- Cléber Schwenck Tiene (2007 Pohang Steelers)
- Fernando (2007 Busan IPark)
- Fernando (2007 Daejeon Citizen)
- Jonhes (2007 Pohang Steelers)
- Mauricio Fernandes (2007 Pohang Steelers)
- Ricardinho (2007–2008 Jeju United)
- Victor Simões (2007–2008 Jeonnam Dragons)
- Brasília (2007 Daejeon Citizen, 2008 Ulsan Hyundai Horangi, 2009 Pohang Steelers, 2009 Jeonbuk Hyundai Motors)
- Edu (2007–2009 Suwon Samsung Bluewings, 2015–nay Jeonbuk Hyundai Motors)
- Luizinho (2007 Daegu FC, 2008–2009 Ulsan Hyundai Horangi, 2011 Incheon United, 2013 Gwangju FC)
- Almir (2007, 2008–2009 Ulsan Hyundai Horangi, 2010 Pohang Steelers, 2011 Incheon United)
- Alexsandro (2008 Daegu FC)
- Castor (2008 Daejeon Citizen)
- Clodoaldo (2008 Pohang Steelers)
- Edson Araújo (2008 Daejeon Citizen)
- Fabiano Gadelha (2008 Pohang Steelers)
- Geovane (2008 Daegu FC)
- Jou Silva (2008 Daegu FC)
- Josiesley Ferreira Rosa (2008 Ulsan Hyundai Horangi)
- Leandro Bernardi Silva (2008 Daegu FC)
- Paty (2008 Jeju United)
- Pedrão (2008 Seongnam Ilhwa Chunma)
- Pingo (2008 Busan IPark)
- Reinaldo Mineiro (2008 Busan IPark)
- Renato Netson Benatti (2008 Jeonnam Dragons)
- Sousa (2008 Busan IPark)
- Souza (2008 Jeju United)
- Waldir Lucas Pereira (2008 Suwon Samsung Bluewings)
- Walter Minhoca (2008 Daejeon Citizen)
- Wellington Silva (2008 Gyeongnam FC)
- Almir (2008 Gyeongnam FC, 2013 Goyang Hi FC, 2014 Ulsan Hyundai, 2014 Gangwon FC, 2015–nay Bucheon FC 1995)
- Di Fabio (2008–2009 Busan IPark)
- Paulinho Guará (2008–2009 Busan IPark)
- Rômulo Marques Macedo (2008 Jeju United, 2009–2010 Busan IPark)
- Índio (2008–2009 Gyeongnam FC, 2010–2011 Jeonnam Dragons)
- Luiz Henrique (2008 Suwon Samsung Bluewings, 2008–2012 Jeonbuk Hyundai Motors, 2015–nay Jeonbuk Hyundai Motors)
- Anderson (2009 FC Seoul)
- Bruno Cazarine (2009 Gyeongnam FC)
- Dinho (2009 Gyeongnam FC)
- Fabio Luis (2009 Ulsan Hyundai Horangi)
- Gilvan Gomes Vieira (2009 Jeju United)
- Jorge Luiz (2009 Suwon Samsung Bluewings)
- Jóbson (2009 Jeju United)
- Marcelo Pinheiro (2009 Gyeongnam FC)
- Ricardo (2009 Jeju United)
- Ricardo Costa (2009 Daejeon Citizen)
- Rogério (2009 Gyeongnam FC)
- Tiago Jorge Honório (2009 Suwon Samsung Bluewings)
- Vaguinho (2009 Pohang Steelers)
- Valdeir da Silva Santos (2009 Daegu FC)
- Wesley (2009 Jeonnam Dragons, 2013 Gangwon FC)
- Alexandre (2009–2010 Daejeon Citizen)
- Caion (2009–2010 Gangwon FC)
- Fabricio Souza (2009–2010 Seongnam Ilhwa Chunma)
- Léo (2009–2010 Daegu FC)
- Válber Mendes Ferreira (2009–2010 Daejeon Citizen)
- Zacarias (2010 Daejeon Citizen)
- Santos (2010–2012 Jeju United, 2013–nay Suwon Samsung Bluewings)
- Alexsandro (2010 Pohang Steelers)
- Anderson (2010 Daegu FC)
- Bruno (2010 Incheon United)
- Camilo (2010 Gyeongnam FC)
- Danilo Neco (2010 Jeju United)
- Fábio (2010 Daejeon Citizen)
- Gomes (2010 Jeju United)
- Juninho (2010 Suwon Samsung Bluewings)
- Leo (2010 Jeju United)
- Marcelo Brás (2010 Gyeongnam FC)
- Marcinho (2010 Gyeongnam FC)
- Márcio Diogo (2010 Suwon Samsung Bluewings)
- Reinaldo (2010 Suwon Samsung Bluewings)
- Renato Medeiros (2010 Gangwon FC)
- Zulu (2010 Pohang Steelers)
- Felipe Azevedo (2010–2011 Busan IPark)
- Lúcio (2010–2011 Gyeongnam FC, 2011 Ulsan Hyundai, 2013 Gwangju FC)
- Jose Mota (2010 Suwon Samsung Bluewings, 2012 Busan IPark)
- João Maria Lima do Nascimento (2010 FC Seoul)
- Bergson (2011 Suwon Samsung Bluewings, 2015–nay Busan IPark)
- Celin (2011 Gwangju FC)
- Diego Oliveira (2011 Suwon Samsung Bluewings)
- Fábio Bahia (2011 Incheon United)
- Felipinho (2011 Jeju United)
- Jean Carlos (2011 Seongnam Ilhwa Chunma)
- Juninho (2011 Daegu FC)
- Magnum (2011 Ulsan Hyundai)
- Monato (2011 Gyeongnam FC)
- Tássio (2011 Busan IPark)
- Thiago Quirino (2011 Daegu FC)
- Vinicius (2011 Ulsan Hyundai)
- Vinícius Lopes (2011 Gwangju FC)
- Wagner (2011 Daejeon Citizen, 2014 FC Anyang)
- Wando (2011 Suwon Samsung Bluewings)
- Wésley Brasilia (2011 Daejeon Citizen)
- Héverton (2011–2012 Seongnam Ilhwa Chunma)
- Éder Baiano (2011–2012 Busan IPark)
- Éverton Santos (2011–2012 Seongnam Ilhwa Chunma, 2014–2015 FC Seoul, 2015 Ulsan Hyundai)
- Jair (2011–2012 Jeju United)
- Matheus (2011–2012 Daegu FC, 2014 Daegu FC)
- Roni (2011–2012 Gyeongnam FC)
- Fagner (2011–2014 Busan IPark)
- João Paulo (2011–2012 Gwangju FC, 2013 Daejeon Citizen, 2014 Incheon United)
- Elionar Bombinha (2011 Incheon United)
- Weslley (2011 Jeonnam Dragons, 2012 Gangwon FC, 2013 Jeonnam Dragons, 2015–nay Busan IPark)
- Alex Terra (2012 Daejeon Citizen)
- Dinélson (2012 Daegu FC)
- Alessandro Lopes (2012 Daejeon Citizen, 2013 Chungju Hummel)
- Éverton (2012 Suwon Samsung Bluewings)
- Henan Silveira (2012 Jeonnam Dragons, 2015–nay Gangwon FC)
- Ivo (2012, 2014 Incheon United)
- Jael Ferreira (2012 Seongnam Ilhwa Chunma)
- Leozinho (2012 Daejeon Citizen)
- Lúcio Flávio (2012 Jeonnam Dragons, 2013 Daejeon Citizen)
- Nando (2012 Incheon United)
- Paulo (2012 Jeonnam Dragons)
- Paulo (2012 Incheon United)
- Renan Marques (2012 Jeju United)
- Robert (2012 Jeju United)
- Silva (2012 Jeonnam Dragons)
- Leandrinho (2012, 2013 Daegu FC, 2014–nay Jeonnam Dragons)
- Caíque (2012 Gyeongnam FC, 2013–2014 Ulsan Hyundai)
- Leonardo (2012–nay Jeonbuk Hyundai Motors)
- Maranhão (2012 Ulsan Hyundai, 2013 Jeju United)
- Rafinha (2012–2014 Ulsan Hyundai)
- Adriano Pardal (2013 Daegu FC)
- Fábio Santos (2013 Daegu FC)
- Rodrigo Pimpão (2013 Suwon Samsung Bluewings)
- Waldison (2013 Jeju United)
- Diogo (2013 Incheon United, 2014 Incheon United)
- Edcarlos (2013 Seongnam Ilhwa Chunma)
- Marcinho (2013 Jeonnam Dragons)
- Pedro Júnior (2013 Jeju United)
- Roberto César (2013 Ulsan Hyundai)
- Rodrigo (2013 Busan IPark)
- Rodriguinho (2013 Jeju United)
- Sandro (2013 Daegu FC)
- Thiago (2013 Incheon United)
- Thiago (2013 Jeonbuk Hyundai Motors)
- William (2013 Busan IPark)
- Rafael Costa (2014 FC Seoul)
- Marcos Aurélio (2014 Jeonbuk Hyundai Motors)
- Kaio (2014 Jeonbuk Hyundai Motors, 2015–nay Suwon Samsung Bluewings)
- Valdivia (2014 Seongnam FC)
- Nilson (2014–2015 Busan IPark)
- Roger (2014 Suwon Samsung Bluewings)
- Reiner Ferreira (2014 Suwon Samsung Bluewings)
- Tartá (2014–2015 Ulsan Hyundai)
- Wander Luiz (2014 Ulsan Hyundai)
- Vinícius Reche (2014 Jeonbuk Hyundai Motors)
- Jacio (2014 Busan IPark)
- Luiz (2014 Jeju United)
- Adriano (2014 Daejeon Citizen–P, 2015 Daejeon Citizen, 2015–nay FC Seoul)
- Fábio Neves (2014 Gwangju FC-P, 2015–nay Gwangju FC)
- Tiago Alves Sales (2015–nay Pohang Steelers)
- Ricardo Lopes (2015–nay Jeju United)
- Fernando Karanga (2015–nay Jeju United)
- Léo Itaperuna (2015 Suwon Samsung Bluewings)
- Ricardo Bueno (2015 Seongnam FC)
- Jorginho (2015 Seongnam FC)
- Lucas Pajeu (2015–nay Seongnam FC)
- Gilberto Fortunato (2015–nay Gwangju FC)
- Ricardinho (2015–nay Daejeon Citizen)
- Sassá (2015–nay Daejeon Citizen)

### Chile
- Jose Villanueva (2007 Ulsan Hyundai Horangi)
- Hugo Droguett (2012 Jeonbuk Hyundai Motors, 2014 Jeju United)

### Colombia
- Harry Castillo (2000 Suwon Samsung Bluewings, 2000–2003 Busan I'Cons, 2004 Seongnam Ilhwa Chunma, 2006 Gyeongnam FC)
- Tommy Lozano (2003 Busan I'Cons)
- Milton Rodríguez (2005–2006 Jeonbuk Hyundai Motors)
- Mauricio Molina (2009–2010 Seongnam Ilhwa Chunma, 2011–nay FC Seoul)
- Carmelo Valencia (2010 Ulsan Hyundai)
- Julián Estiven Vélez (2010–2012 Ulsan Hyundai, 2014 Jeju United)
- Mauricio Mendoza (2011 Gyeongnam FC)
- Javier Reina (2011 Jeonnam Dragons, 2012–2013 Seongnam Ilhwa Chunma, 2015–nay Seongnam FC)
- Wilmar Jordán Gil (2011–2012 Gyeongnam FC, 2013 Seongnam Ilhwa Chunma)
- Anderson Plata (2013 Daejeon Citizen)
- Cesar Arias (2013 Daejeon Citizen)

### Ecuador
- Energio Díaz (1996 Jeonnam Dragons)

### Paraguay
- José Ortigoza (2010 Ulsan Hyundai)

### Uruguay
- Arsenio Luzardo (1992–1993 LG Cheetahs)
- Nestor Correa (2000 Jeonbuk Hyundai Motors, 2002 Jeonnam Dragons)
- Yari Silvera (2000–2001, 2003 Bucheon SK)
- Juan Olivera (2006 Suwon Samsung Bluewings)
- Federico Laens (2013 Seongnam Ilhwa Chunma)